# Потсдам-Головний
52°23′30″ пн. ш. 13°04′00″ сх. д. / 52.3917° пн. ш. 13.0667° сх. д.
Потсдам-Головний (нім. Potsdam Hauptbahnhof) — головна залізнична станція Потсдаму, Бранденбург, Німеччина. 
Розташована на залізниці Берлін–Магдебург і була заснована в 1838 році. 
Проте таку назву вона здобула лише з 1999 року. 
Спочатку мала назву станція Потсдам, а з 1960 — Потсдам-Штадт. 
Є кінцевою станцією лінії S7 Berlin S-Bahn, що прямує від Аренсфельде. 
Також є пересадною з центральним автовокзалом, який є пересадним пунктом між Потсдамом і південно-західним регіоном Берліна, і має зупинку трамвайної мережі Потсдама. 
Класифікується Deutsche Bahn як станція II категорії.

## Історія

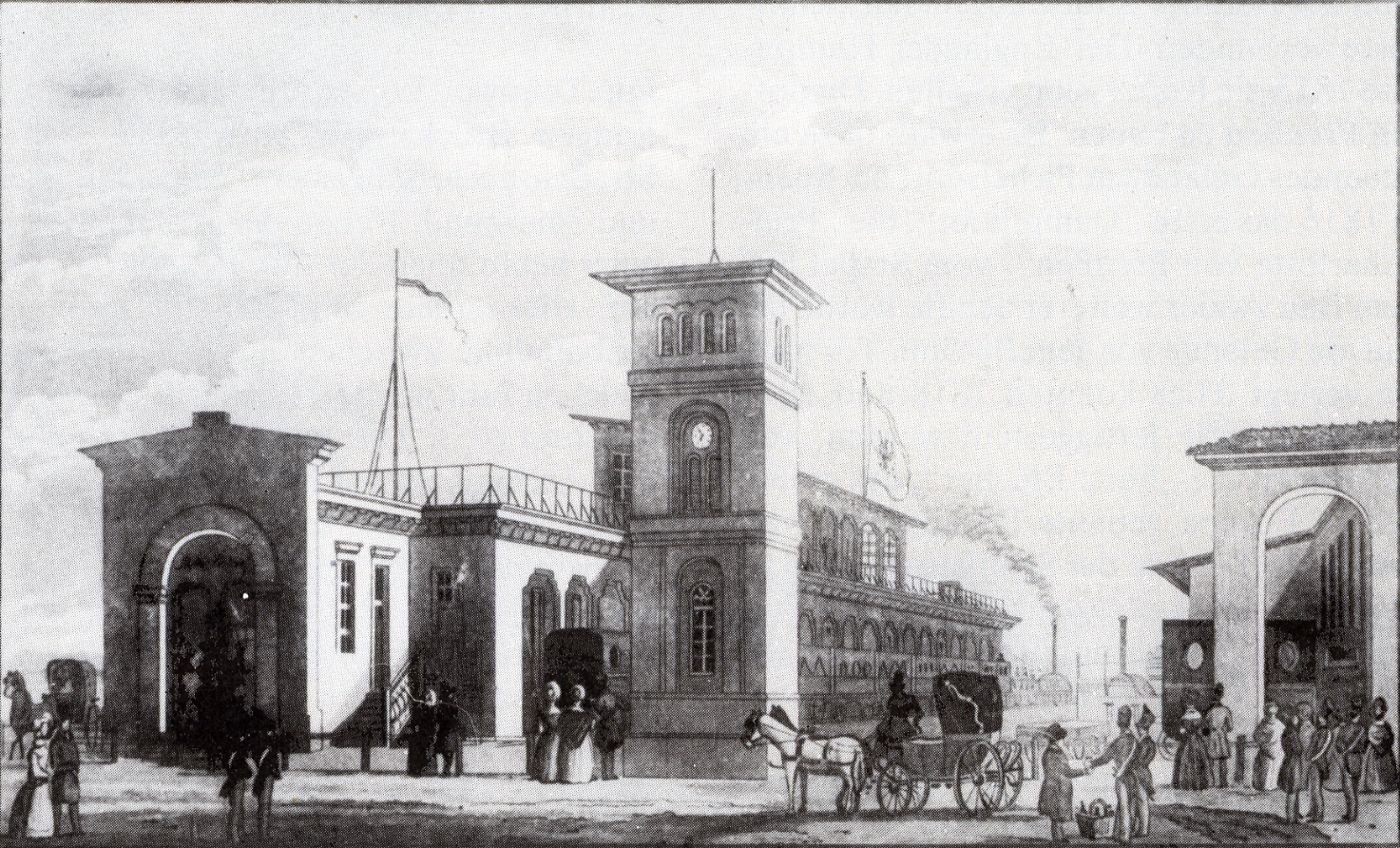
Перший вокзал на місці нинішнього приблизно в 1840 році

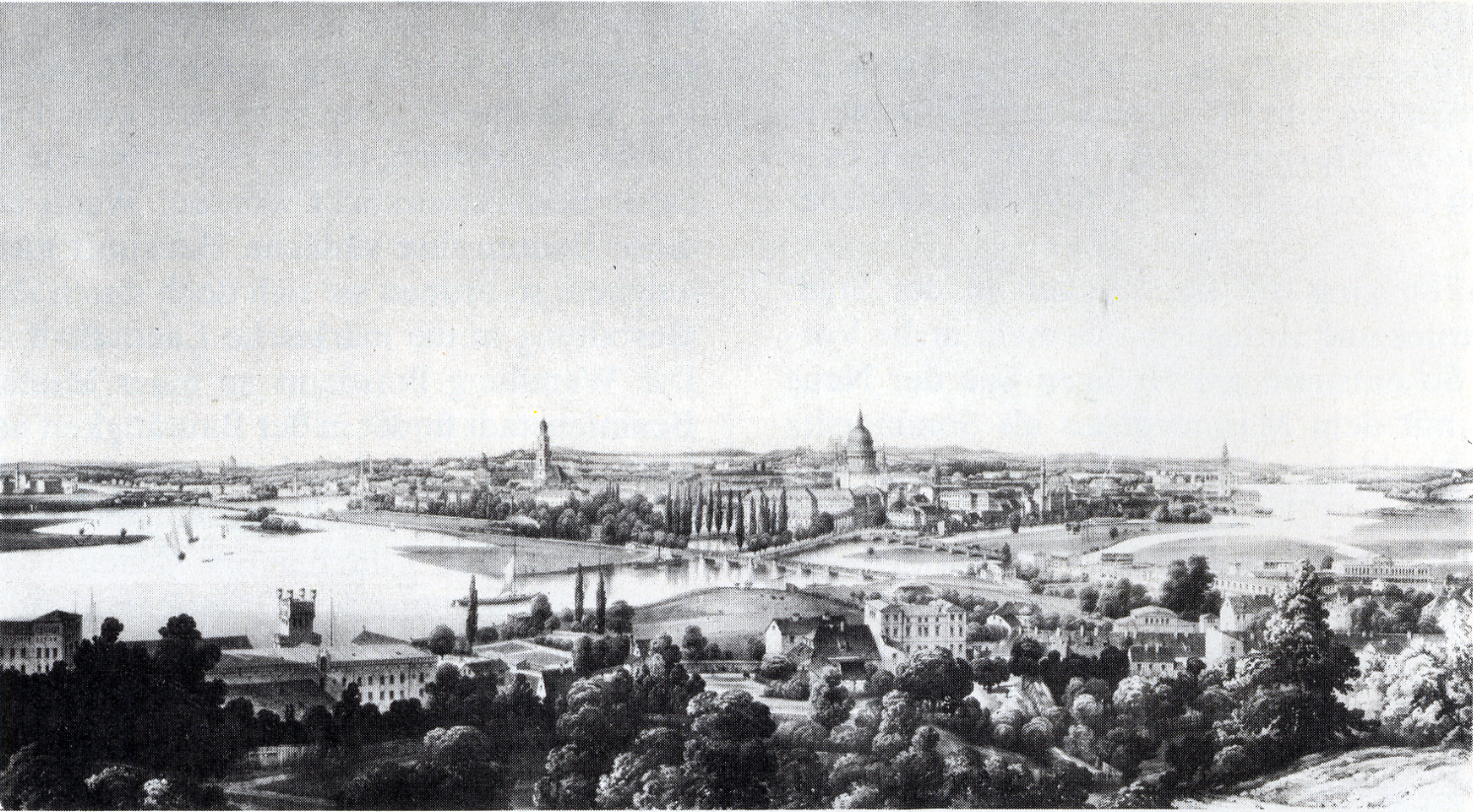
Потсдам приблизно 1850 року із залізничним та Довгим мостом (Lange Brücke), станція була праворуч, за деревами

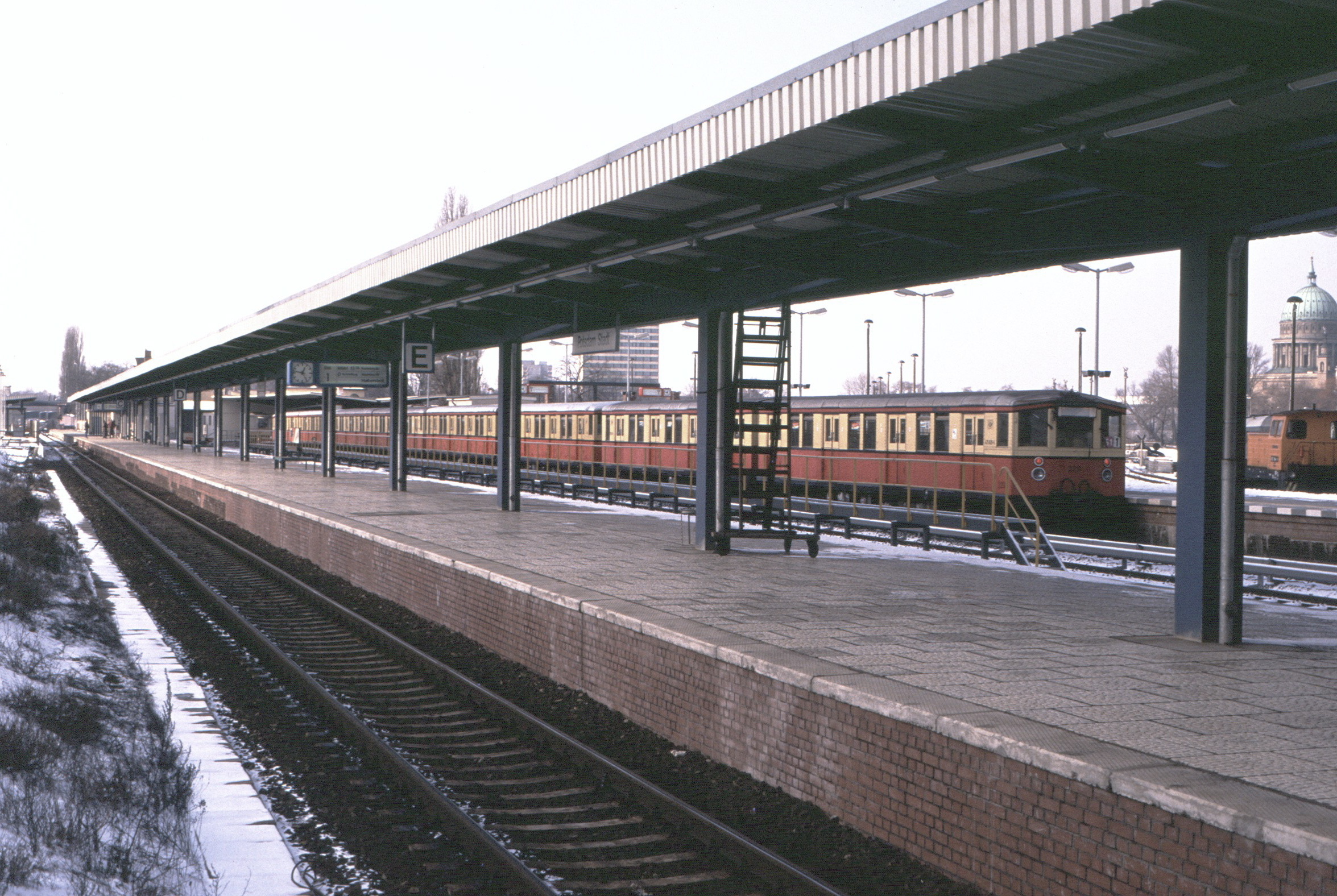
Станція Потсдам-Штадт, 1993 рік

Перша залізниця з Берліна до Потсдама була відкрита 22 вересня 1838 року. 
Це була перша залізниця в Пруссії, а зараз є однією з найстаріших залізниць у Німеччині, які все ще діють. 
Її кінцева зупинка була на місці нинішнього Потсдамського вокзалу. 
Від станції портова колія вела до пароплава, який причалював на захід від Довгого мосту (Lange Brücke). 
З введенням в експлуатацію Потсдамського залізничного мосту через Гафель Потсдамсько-Магдебурзькою залізничною компанією (Potsdam-Magdeburger Eisenbahngesellschaft) 7 серпня 1846 року колишня тупикова станція стала проміжною. 
Будівля вокзалу побудована в стилі неокласицизму. 
Вокзал і привокзальна площа тепер лежить на північ від колій. 
В 1928 році станцію під'єднали до берлінської мережі S-Bahn. 
Повне електропостачання приміської лінії тривало майже рік. 
У Другу світову війну вокзал було зруйновано, а після війни збудовано новий будинок вокзалу.
В 1953 — 1958 роках він був сполучений зі Східним Берліном за допомогою S-Bahn Durchläuferzüge («прохідні потяги»), які не зупинялися в Західному Берліні.
З 1958 року Східна Німеччина перемістила внутрішній трафік на зовнішнє кільце Берліна, що будувалося. 
Після введення в експлуатацію зовнішнього кільця так звані потяги «Супутник» курсували від нової станції Potsdam Süd (південний) на південно-західній околиці (тепер вона називається станцією Потсдам-Піршхайде ) через аеропорт Шенефельд до Східного Берліна. 
Потяги далекого прямування на внутрішніх маршрутах, а пізніше поїзди Interzone (Аахен-Головний – Герліц і Мюнхен-Головний — Росток-Головний) також прямували зовнішнім кільцем. Станція була перейменована на Потсдам-Штадт в 1960 році, а станція Потсдам-Південний — на Потсдам-Головний в 1961 році. 
Електричне сполучення S-Bahn до Потсдама було перервано через будівництво Берлінського муру в 1961 році та припинено через кілька місяців. 
До станцій Потсдам-Штадт і Потсдам-Бабельсберг можна було дістатися лише місцевими поїздами, зокрема зі старого Потсдам-Головний. 
Транзитні потяги (нім. Transitzügen) між Західним Берліном і Західною Німеччиною проходили через Потсдам-Штадт, і там був персонал, який стежив за посадкою та висадкою пасажирів у Потсдам-Грібніцзее. 
Трафік відкрито 1963 року.
У січні 1990 року місцеві послуги було відновлено до Берлін-Ваннзее, а повне сполучення S-Bahn було відновлено в 1992 році. 
В 1997 році розпочато роботу зі знесення старої станції Потсдам-Штадт, включаючи її вхідну будівлю, круглу будівлю та сайдинги, та замінити їх новими будівлями. 
Проект для нових робіт розробив офіс Gerkan, Marg and Partners. 
Він складається з двох довгих будівельних комплексів, які з’єднані сполучною структурою, увінчаною хвилястим дахом. 
Прибудови до платформ були інтегровані в сполучну структуру. 
Було побудовано нову платформу S-Bahn і модернізовано регіональну платформу. 
Біля південного входу збудовано нову привокзальну площу з автобусними та трамвайними платформами та автобусною стоянкою. 
Відкрито новий торговий центр і кінотеатр під назвою «Bahnhofspassagen Potsdam», а також офісні та комерційні приміщення.
1 вересня 1999 року станцію Потсдам-Штадт було перейменовано на Потсдам-Головний. 
Будівництво станції було дуже суперечливим і довго обговорювалося. 
Пропозиція фасаду з жовтої цегли була відхилена, а розміри будівлі справляють враження офісних комплексів, масштаби яких, як передбачали критики, суперечили б історичному місту Потсдам. 
ЮНЕСКО розглядало питання про внесення Потсдама до Списку всесвітньої спадщини, що перебуває під загрозою через проект. 
Однак подальші зміни під час будівництва та припинка будівництва деяких частин означали, що цього можна було уникнути.

## Трафік
З травня 2006 року скасовано трафік рейсів Intercity-Express (ICE), що зупинялися на станції.
Станцію обслуговують наступні служби:
- Міжміські послуги IC 56 Емден - Ольденбург - Бремен - Ганновер - Брауншвейг - Магдебург - Бранденбург - Берлін - Котбус
- Регіональні послуги RE 1 Магдебург – Бранденбург – Потсдам – Берлін – Фюрстенвальде – Франкфурт (Одер) (– Котбус)
- Місцеві послуги RB 20 Оранієнбург – Геннінгсдорф – Голм – Потсдам
- Місцеві послуги RB 21 Вустермарк – Гольм – Потсдам – Берлін
- Місцеві послуги RB 22 Кенігс-Вустераузен – Берлін-Аеропорт – Зармунд – Гольм – Потсдам – Берлін
- Місцеві послуги RB 23 Міхендорф – Капут-Гельтов – Потсдам
- Послуги Berlin S-Bahn  Потсдам - Ванзее - Весткройц - Берлін-Головний - Александерплац - Берлін-Східний - Ліхтенберг - Аренсфельде